# 由布喜久雄
由布 喜久雄（ゆふ きくお、1897年〈明治30年〉5月29日 - 1973年〈昭和48年〉2月6日）は、大日本帝国海軍軍人。最終階級は海軍法務少将。海軍省廃止時の海軍省法務局長。旧姓、岡村。

## 来歴
熊本県立玉名中学校（現・熊本県立玉名高等学校・附属中学校）、旧制第五高等学校、東京帝国大学法学部を卒業し、1922年に海軍法務官に任官する。海軍兵学校教官、海軍省法務局局員、東京高等軍法会議法務官、海軍司法事務官、大本営報道部附、海軍大学校教官などを歴任した。
1943年に連合艦隊法務長に就任した。1945年に海軍法務少将に昇進した。戦後は海軍省（のち、改組により第二復員省）法務局長となる。
第二復員省退官後は公職追放を経て、郷里である福岡県柳川市で弁護士業を営んだ。